# Nagar River
Nagar River är ett vattendrag i Bangladesh.   Det ligger i provinsen Rajshahi, i den centrala delen av landet, 160 km nordväst om huvudstaden Dhaka.
Trakten runt Nagar River består till största delen av jordbruksmark. Runt Nagar River är det tätbefolkat, med 659 invånare per kvadratkilometer.